# Harrison Ludington
Harrison Ludington, född 31 juli 1812 i Dutchess County, New York, död 17 juni 1891 i Milwaukee, Wisconsin, var en amerikansk republikansk politiker. Han var guvernör i delstaten Wisconsin 1876-1878.
Ludington var verksam inom timmerbranschen i Milwaukee. Han var borgmästare i Milwaukee 1871-1872 och 1873-1876. Han besegrade ämbetsinnehavaren William Robert Taylor i 1875 års guvernörsval i Wisconsin.
Ludingtons grav finns på Forest Home Cemetery i Milwaukee.